# Zápas na Letních olympijských hrách 1976 – muži, volný styl do 68 kg
Zápas ve volném stylu ve váhové kategorii do 68 kg probíhal na Letních olympijských hrách 1976 v Montrealu, v multifunkční hale Maurice Richard Arena. O medaile se utkalo celkem 24 zápasníků.

## Turnajové výsledky
Za prohru zápasníci získávají záporné body. 6 bodů vyřazuje zápasníka z dalších bojů. Poté, co zbývají poslední tři borci, utkají se tito ve finálovém kole o medaile.
Legenda
- TF — Lopatkové vítězství
- IN — Vítězství pro soupeřovo zranění
- DQ — Vítězství pro soupeřovu pasivitu
- D1 — Vítězství pro soupeřovu pasivitu, vítěz taktéž napomínán
- D2 — Oba zápasníci diskvalifikováni pro pasivitu
- FF — Kontumační vítězství
- DNA — Soupeř nenastoupil
- TPP — Trestné body celkem
- MPP — Trestné body za zápas

Sankce
- 0 – Lopatkové vítězství, technická převaha, pro pasivitu, zranění soupeře, nenastoupení
- 0,5 – Výhra na body, 8-11 bodů rozdíl
- 1 – Výhra na body, 1-7 bodů rozdíl
- 2 – Výhra pro pasivitu, vítěz taktéž napomínán
- 3 – Prohra na body, 1-7 body rozdíl
- 3,5 – Prohra na body, 8-11 bodů rozdílu
- 4 – Prohra lopatková, technickou převahu, pro pasivitu, zranění, nenastoupení

### Kolo 1
| TPP | MPP |                               | Score     |                            | MPP | TPP |
| --- | --- | ----------------------------- | --------- | -------------------------- | --- | --- |
| 0   | 0   | Tsedendambyn Natsagdorj (MGL) | 21 – 6    | Zsigmond Kelevitz (AUS)    | 4   | 4   |
| 4   | 4   | Segundo Olmedo (PAN)          | TF / 2:43 | Ko Jin-Won (KOR)           | 0   | 0   |
| 3   | 3   | Rafael González (PUR)         | 13 – 16   | Lennart Lundell (SWE)      | 1   | 1   |
| 4   | 4   | Ronald Joseph (ISV)           | TF / 2:09 | Rami Miron (ISR)           | 0   | 0   |
| 1   | 1   | Dončo Žekov (BUL)             | 9 – 4     | János Kocsis (HUN)         | 3   | 3   |
| 0   | 0   | José Ramos (CUB)              | TF / 7:79 | Clive Llewellyn (CAN)      | 4   | 4   |
| 0   | 0   | Eberhard Probst (GDR)         | TF / 1:32 | Arona Mané (SEN)           | 4   | 4   |
| 0   | 0   | Joseph Gilligan (GBR)         | TF / 2:30 | Sergio Fiszman (ARG)       | 4   | 4   |
| 4   | 4   | Gerhard Weisenberger (FRG)    | 7 – 19    | Mohammad Reza Navaei (IRI) | 0   | 0   |
| 4   | 4   | Kari Övermark (FIN)           | 4 – 20    | Lloyd Keaser (USA)         | 0   | 0   |
| 1   | 1   | Jasaburo Sugawara (JPN)       | 8 – 7     | Mehmet Sarı (TUR)          | 3   | 3   |
| 3   | 3   | Šaban Sejdi (YUG)             | 3 – 8     | Pavel Pinigin (URS)        | 1   | 1   |

### Kolo 2
| TPP | MPP |                               | Score     |                       | MPP | TPP |
| --- | --- | ----------------------------- | --------- | --------------------- | --- | --- |
| 0   | 0   | Tsedendambyn Natsagdorj (MGL) | 19 – 4    | Segundo Olmedo (PAN)  | 4   | 8   |
| 5   | 1   | Zsigmond Kelevitz (AUS)       | 11 – 8    | Ko Jin-Won (KOR)      | 3   | 3   |
| 3   | 0   | Rafael González (PUR)         | TF / 2:08 | Ronald Joseph (ISV)   | 4   | 8   |
| 5   | 4   | Lennart Lundell (SWE)         | 3 – 16    | Rami Miron (ISR)      | 0   | 0   |
| 4   | 3   | Dončo Žekov (BUL)             | 4 – 9     | José Ramos (CUB)      | 1   | 1   |
| 4   | 1   | János Kocsis (HUN)            | 7 – 5     | Clive Llewellyn (CAN) | 3   | 7   |
| 0   | 0   | Eberhard Probst (GDR)         | TF / 4:51 | Joseph Gilligan (GBR) | 4   | 4   |
| 8   | 4   | Arona Mané (SEN)              | TF / 4:49 | Sergio Fiszman (ARG)  | 0   | 4   |
| 4.5 | 0.5 | Gerhard Weisenberger (FRG)    | 24 – 14   | Kari Övermark (FIN)   | 3.5 | 8.5 |
| 4   | 4   | Mohammad Reza Navaei (IRI)    | TF / 6:40 | Lloyd Keaser (USA)    | 0   | 0   |
| 1   | 0   | Jasaburo Sugawara (JPN)       | TF / 2:31 | Šaban Sejdi (YUG)     | 4   | 7   |
| 6   | 3   | Mehmet Sarı (TUR)             | 3 – 10    | Pavel Pinigin (URS)   | 1   | 2   |

### Kolo 3
| TPP | MPP |                               | Score     |                            | MPP | TPP |
| --- | --- | ----------------------------- | --------- | -------------------------- | --- | --- |
| 1   | 1   | Tsedendambyn Natsagdorj (MGL) | 9 – 6     | Ko Jin-Won (KOR)           | 3   | 6   |
| 5   | 0   | Zsigmond Kelevitz (AUS)       | TF / 1:48 | Rafael González (PUR)      | 4   | 7   |
| 9   | 4   | Lennart Lundell (SWE)         | 3 – 17    | Dončo Žekov (BUL)          | 0   | 4   |
| 4   | 4   | Rami Miron (ISR)              | DQ / 7:42 | János Kocsis (HUN)         | 0   | 4   |
| 2   | 1   | José Ramos (CUB)              | 10 – 8    | Eberhard Probst (GDR)      | 3   | 3   |
| 8   | 4   | Joseph Gilligan (GBR)         | TF / 5:56 | Gerhard Weisenberger (FRG) | 0   | 4.5 |
| 8   | 4   | Sergio Fiszman (ARG)          | TF / 4:44 | Mohammad Reza Navaei (IRI) | 0   | 4   |
| 0   | 0   | Lloyd Keaser (USA)            | DQ / 4:21 | Jasaburo Sugawara (JPN)    | 4   | 5   |
| 2   |     | Pavel Pinigin (URS)           |           | Bye                        |     |     |

### Kolo 4
| TPP | MPP |                            | Score     |                               | MPP | TPP |
| --- | --- | -------------------------- | --------- | ----------------------------- | --- | --- |
| 3   | 1   | Pavel Pinigin (URS)        | 4 – 3     | Tsedendambyn Natsagdorj (MGL) | 3   | 4   |
| 8   | 3   | Zsigmond Kelevitz (AUS)    | 4 – 7     | Rami Miron (ISR)              | 1   | 5   |
| 4.5 | 0.5 | Dončo Žekov (BUL)          | 13 – 5    | Eberhard Probst (GDR)         | 3.5 | 6.5 |
| 7   | 3   | János Kocsis (HUN)         | 3 – 8     | José Ramos (CUB)              | 1   | 3   |
| 8.5 | 4   | Gerhard Weisenberger (FRG) | TF / 1:55 | Lloyd Keaser (USA)            | 0   | 0   |
| 8   | 4   | Mohammad Reza Navaei (IRI) | 1 – 16    | Jasaburo Sugawara (JPN)       | 0   | 5   |

### Kolo 5
| TPP | MPP |                               | Score     |                    | MPP | TPP |
| --- | --- | ----------------------------- | --------- | ------------------ | --- | --- |
| 3   | 0   | Pavel Pinigin (URS)           | DQ / 7:06 | Rami Miron (ISR)   | 4   | 9   |
| 7   | 3   | Tsedendambyn Natsagdorj (MGL) | 7 – 7     | Dončo Žekov (BUL)  | 1   | 5.5 |
| 7   | 4   | José Ramos (CUB)              | DQ / 7:47 | Lloyd Keaser (USA) | 0   | 0   |
| 5   |     | Jasaburo Sugawara (JPN)       |           | Bye                |     |     |

### Kolo 6
| TPP | MPP |                         | Score |                     | MPP | TPP |
| --- | --- | ----------------------- | ----- | ------------------- | --- | --- |
| 6   | 1   | Jasaburo Sugawara (JPN) | 5 – 5 | Pavel Pinigin (URS) | 3   | 6   |
| 8.5 | 3   | Dončo Žekov (BUL)       | 5 – 9 | Lloyd Keaser (USA)  | 1   | 1   |

### Finále
Výsledky z předchozích kol se započítávají do finále (žlutě zvýrazněno)
| TPP | MPP |                         | Score     |                         | MPP | TPP |
| --- | --- | ----------------------- | --------- | ----------------------- | --- | --- |
|     | 0   | Lloyd Keaser (USA)      | DQ / 4:21 | Jasaburo Sugawara (JPN) | 4   |     |
| 5   | 1   | Jasaburo Sugawara (JPN) | 5 – 5     | Pavel Pinigin (URS)     | 3   |     |
| 3.5 | 0.5 | Pavel Pinigin (URS)     | 12 – 1    | Lloyd Keaser (USA)      | 3.5 | 3.5 |

## Finálové pořadí
1. Pavel Pinigin (URS)
2. Lloyd Keaser (USA)
3. Jasaburo Sugawara (JPN)
4. Dončo Žekov (BUL)
5. José Ramos (CUB)
6. Tsedendambyn Natsagdorj (MGL)
7. Rami Miron (ISR)
8. Eberhard Probst (GDR)